# 허커우 야오족 자치현
허커우 야오족 자치현(한국어: 하구요족자치현, 중국어: 河口瑶族自治县, 병음: Hékǒu Yáozú Zìzhìxiàn)은 중화인민공화국 윈난성 훙허 하니족 이족 자치주의 현급 행정구역이다. 남쪽으로 베트남의 라오까이와 접한다. 넓이는 1313km2이고, 인구는 2007년 기준으로 90,000명이다.

## 교통

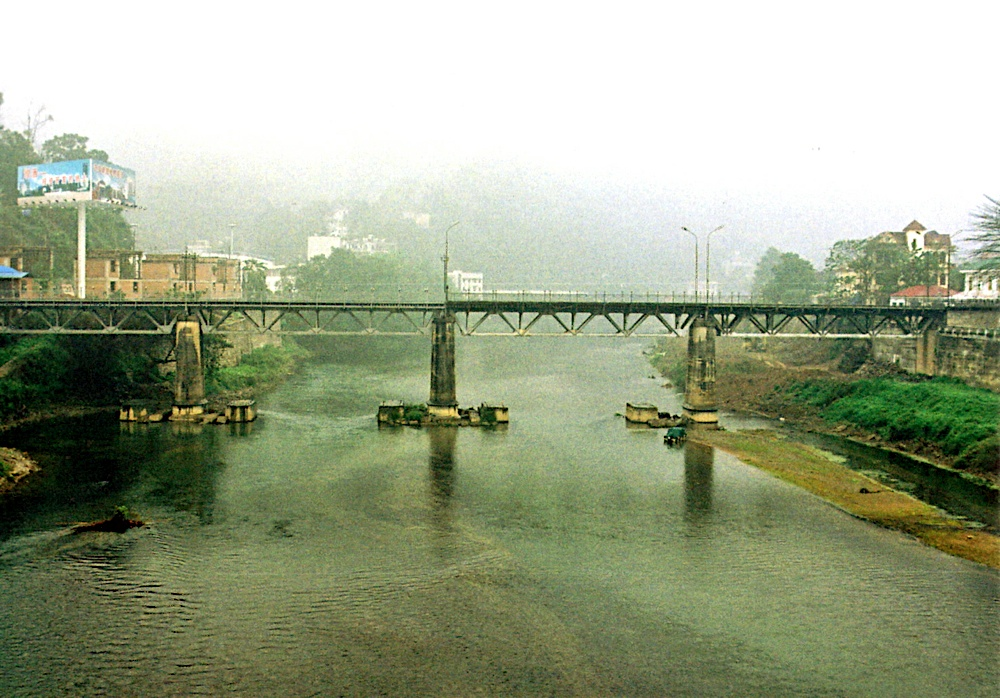
허커우-라오까이교

쿤밍으로 가는 밤새 달리는 침대차 버스를 포함한 윈난 성의 모든 행선지로 가는 버스가 있다. 더많은 행선지로 가려면 멍쯔 현으로 가면 된다.

### 고속도로
허커우 현의 마을인 신제와 북베트남의 라오까이 성을 연결하는 고속도로가 있다. 2008년 2월에 개통되었고 윈난 성과 아세안의 국가들을 연결하는 첫 번째 고속도로이다.
56.3km 길이의 35억 8천만 위안을 들여 건설된 신허 고속도로는 수많은 인프라 프로젝트 중 하나로 윈난 성과 아세안 국가들간의 연결성을 증가시킬 것이다. 고속도로는 두 지방 사이의 사람과 상품 수송 시설로 관광과 무역을 증가시킬 것으로 예상된다.

### 철도
허커우는 쿤밍-허커우 철도의 종착역으로 1910년에 프랑스에 의해 개통된 윈난-베트남 철도로 연결되어 베트남의 하이퐁 항까지 계속된다. 이 협궤 철도는 표준궤 철도로 개량될 것으로 예상된다.

## 행정 구역
2개 진, 3개 향, 1개 민족향을 관할한다.
- 진: 河口镇, 南溪镇.
- 향: 老范寨乡, 瑶山乡, 莲花滩乡.
- 민족향: 桥头苗族壮族乡.